# Вербовець (Могилів-Подільський район)
Вербове́ць —  село в Україні, раніше містечко, у Мурованокуриловецькій селищній громаді Могилів-Подільського району Вінницької області.

## Географія
Село Вербовець лежить у правобережній частині лісостепу України в південно-західній частині Вінницької області на кордоні з Хмельницькою областю. З села до центру громади — 9 км. Село розташоване на двох схилах невисоких горбів Волино-Подільської височини, де зливаються дві річки — Батіг і Бахтинка, що впадають у річку Жван — притоку Дністра.
Околиці села гористі. З глибоких і скелястих ярів витікає багато джерел. Під час весняних дощів джерела перетворюються у великі потоки і завдають великої шкоди.
Невисокі горби захищають село від холодних вітрів, внаслідок чого тут весна і цвітіння дерев у садах починаються тижнів на два раніше, ніж в інших місцях.
Ґрунти села глинисті, піщані і кам'янисті, а тому малородючі. Клімат села помірний. Зим суворих майже не буває.
Літо тривале. Найбільша кількість дощів випадала влітку 1955 року (липень-серпень). Часто весною і літом буває повінь, у результаті чого заливаються прибережні землі.
Здавна село ділилося на дві частини: північну «Вітрянку» і південну — «Пеці». Ці назви збереглися й до початку XXI ст.

## Історична довідка

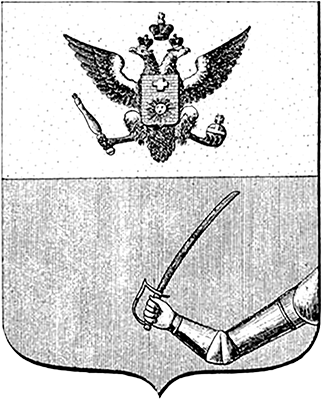
Герб часів Російської імперії

Приблизно в середині X ст. на території нашого села поселились східні слов'яни тиверці, уличі. Територія входила до складу Київської Русі. Предки займалися землеробством, скотарством, бджолярством.  Крім того, на них нападали кочівники з причорноморських степів: хазари, печеніги, половці.
Приблизно з 1245 по 1362 рік село перебувало під владою татаро-монгольських завойовників — Золотої орди. З 1362 року до 1569 - село входило до складу Великого Князівства Литовського, з  1569 по 1793 рік  - до Речі Посполитої з перервою у 27 років, коли ,  з 1672 по 1699 рік ці території були під владою Османської імперії.
У 1468, 1478, 1552, 1672 роках зазнало нападів татар. У цих місцях найбільш відомий легендарний герой краю --  Устим Кармелюк.
Детальніші відомості про село належать до першої половини XV ст. (1439 рік). В 1439 році Вербовець носив ще назву села. На початку XVI ст. село піддалося нападу татар, було  зруйноване і спустошене.
Поселення числиться в реєстрах 1530 року, однак у 1542 року зруйновано татарським набігом.
З 1566 року село перебувало у володінні Роха Гурецького (Roch Górecki), а потім Станіслава Гурецького (за іншими даними, Станіслава Гольського, який однак був бездітним), чи Гурського ( Górski) який у 1607 році добився у польського короля Сигізмунда III дозволу перетворення села у місто, а також будівництва у ньому замку і стіни, як сторожового пункту для оборони з боку молдавських володінь. Цьому сприяло вдале положення села між горбів недалеко від волоського кордону.
Король дозволив це грамотою від 7 червня 1607 року. Цим привілеєм дарований був Вербовцю герб — зображення на червоному полотнищі руки з мечем, також Магдебурзьке право. Для розвитку містечка було дозволено війту та орендарям будувати корчми, копати ставки, і користуватися всіма перевагами.  Міщан було звільнено від податків і повинностей на 12 років. Встановлено 2 річні ярмарки (на Вознесіння і в понеділок після дня св. Лаврентія) кожен тривалістю 8 днів і базари щочетверга. Були точно встановлені границі земель і угідь міста. Таким чином Вербовець став старостинським містом. Населення в цей час мало такий склад: православних — 1144 чол. (587 чоловіків і 557 жінок), католиків — 583 чол. (295 чоловіків і 288 жінок), євреїв — 1934 чол. (953 чоловіки і 981 жінка).

### Подільське намісництво
Після смерті Гурецького (Гурського)  за його заслуги при взятті Смоленська король записав Вербовець його п'яти дочкам: Софії, Маргариті, Катерині, Єлизаветі, Дорофеї. Це було засвідчено люстрацією 1616 року. 1629 року дві частини Вербовця і частина Бахтина були у володінні Стефана Волянського. У цей час багато православних прийняли католицьку віру. Польська влада не зважала на самоуправління міста, обмежувала промисли і торгівлю.
Під час визвольної війни 1648—1654 рр. під керівництвом Богдана Хмельницького Вербовець був повністю спустошений, замок зруйнований, євреї і католики вирізані, а православне населення розійшлось в різні боки, так що люстрація 1665 року засвідчила відсутність хоча б одного селянина у тодішнього Вербовецького власника, галицького хорунжого Стефана Злочивського.
У 1708 році Вербовець належав Олександру Грущинському, при якому піддавався руйнуванню козаками могилівського полковника Савви. Село було зруйноване, лише 28 селян втекло.
З 1765 року містечком тимчасово володів Євстафій Дембовський, хорунжий коронний. Після люстрації 1776 року у Вербовці було 144 двори. Приблизно в цей час старостою був Раденький, а наприкінці XVIII ст. — Стефан Броневський, за якого Вербовець знову значно розрісся і зміцнів, славився багатими будівельними лісами на околицях і промисловим видобуванням селітри і поташу. Люстрація зафіксувала 29 домів базарних торговців, 13 корчмарів, 19 шевців, 5 ткачів та 7 ремісників інших професій. Були розбиті виноградники.

### Російська анексія
Під час приєднання Поділля до Російської імперії Вербовецька староство було відібране від Броневського за те, що відмовився присягнути на вірно підданство російській імператриці і продано в 1793 році старшому раднику Дмитру Трощинському.
На час 1796 року Вербовець був назначений імператрицею Катериною ІІ повітовим містом, а з 1804 року проданий графу Собанському. З утворенням Ушицького повіту в 1804 році Вербовець став заштатним містом. На старих документах збереглися печатка з написом: «Город Вербовец Каменец — Подольской губернии, Новоушицкого уезда».
У 1807 році до Вербовця було приписано два села: Житники і Дурняки (тепер Любомирівка). Потім було приписано Ставчани і частину Бахтина.
Населення панщини не відбувало. Землю орендували в поміщиків за велику ціну. Іноді орендні ціни на землю були більші від прибутків. Росло зубожіння населення.
У 1832 році у Вербовці була заснована міська Дума, що підпорядкувалась Новоушицькому магістру і введено міське управління з 1838 року.
Ще в 1862 році селянин Остап Леськов зірвав у волосному правлінні портрет царя і порвав його у відповідь на завершення переводу селян на викуп.
У 1885 році в Вербовці існувало міністерське однокласне училище, а з 1899 року церковна школа грамоти для дівчат.
У квітні 1905 року відбувся масовий виступ селян проти поміщика для придушення виступу було викликано війська.
7 (20) листопада 1917 року, відповідно до Третього Універсалу Української Центральної Ради, увійшло до складу Української Народної Республіки.

### Радянська окупація
Внаслідок поразки визвольних змагань на початку XX століття, село надовго окуповане російсько-більшовицькими загарбниками.
В період встановлення радянської влади село стало самостійним, граф Собанський зник, а в Житниках націоналізовано його економію. Було ліквідовано приватну власність на землю.
Великі будинки в центрі міста, як їх називали тоді «заїзди» або «пеціння», що належали єврею Брейману, відійшли в державу і стали зерносховищами. Пізніше в них були колгоспні комори і склади. З часом були знесені, а на їх місці побудовано млин і олійний завод. Державі відійшов двоповерховий будинок колишнього жителя міста Урця, який виїхав в Америку. В цьому будинку знаходилася його приватна лавка. В наш час[коли?] будинок належить школі. Двоповерховий будинок, куплений і подарований монахом своїм двом сестрам Боржемській Марфі та Марчинській Домні передано школі.
Старі будинки, якими володів житель міста Підгаєцький, перебудовано на єдиний торговельний комплекс, де розміщено промтоварний магазин господарських товарів. В двоповерховому будинку, що належить церковному духовенству, знаходиться шкільний інтернат.
У старому будинку, де в минулому знаходилась міська Дума, довгий час був виконком сільської Ради.
Після встановлення кордону між Новоушицьким повітом і Вербовцем, який ввійшов до Мурованокуриловецького району, до Вербовці ввійшли землі Таращі — назва походить від пана Таращанського, який нею володів, Микулинці, Переладино. Житницькі поля також увійшли до Вербовці. На сьогодні збереглися назви: Тараща, Микулина, Переладино, Житницькі поля. Від чого походить назва Микулина, поки що не встановлено. В період непу землі було пущено в продаж і заможні селяни купували наділи у держави.
Під час організованого радянською владою Голодомору 1932-1933 років померли жителі села.
Нові випробування принесла жителям села Друга світова війна. 20 липня 1941 року першими в село вступили угорці, за ними німці. Вони чинили розправу над мирними жителями. На фронти війни було мобілізовано 229 чол. На каторжні роботи в Німеччину було вивезено 64 чол. Усіх євреїв вивезли до райцентру і розстріляли.
Визволено Вербовець від німецької окупації 23.03 1944 року. Визволяли село 500-й батальйон 159-го польового укріпрайону під командуванням майора І. В. Сотникова та полковника І. М. Виноградова.
Війна заподіяла великі руйнування нашій країні. Не мало ран залишилося і жителям села Вербовця. З фронту не повернулося 117 чоловік. Багато залишилося інвалідами. Особливо великих руйнувань було нанесено сільському господарству.
У колгоспі, який мав назву "росія" було 2 пари коней, сільськогосподарська техніка постачалась недостатньо. Роботи майже всі виконувались вручну. Зовсім відсутніми були мінеральні добрива. Урожаї отримували низькі — по 6–7 ц. гороху, 8 ц. ячменю, 5 ц. гречки, 100—120 ц. цукрових буряків, 9 ц. пшениці, 7 ц. тютюну з одного гектара. Тож і не дивно, що на вироблений трудодень отримували 100—150 гр. хліба. Зовсім була відсутня грошова оплата. Але всі колгоспники працювали добросовісно.

### Україна
З 24 серпня 1991 року село в складі незалежної України.
12 червня 2020 року, відповідно до Розпорядження Кабінету Міністрів України № 707-р «Про визначення адміністративних центрів та затвердження територій територіальних громад Вінницької області», увійшло до складу Мурованокуриловецької селищної громади.
19 липня 2020 року, в результаті адміністративно-територіальної реформи та ліквідації Мурованокуриловецького району, село увійшло до складу новоутвореного Могилів-Подільського району.

## Інфраструктура
В селі функціонують ФАП, відділення зв'язку, кілька магазинів. В загальноосвітній школі I—III ст. навчаються 87 учнів. Мешканці Вербовця як і колись обробляють землю, розводять худобу, пасіку і сподіваються, що згодом держава повернеться обличчям до села і його людей.

## Населення
У 1893 році населення містечка зменшилося до 2584 мешканців, проти  4643 жителів.
Населення на початку 70-х років ХХ століття становило 1090 мешканців.
Тепер сільська громада нараховує 512 жителів.

### Мова
У селі поширені західноподільська говірка та південноподільська говірка, що відносяться до подільського говору, який належить до південно-західного наріччя.
Розподіл населення за рідною мовою за даними перепису 2001 року:
| Мова       | Відсоток |
| ---------- | -------- |
| українська | 98,41%   |
| російська  | 1,43%    |
| румунська  | 0,16%    |

## Старовинні пам'ятки та їх заснування

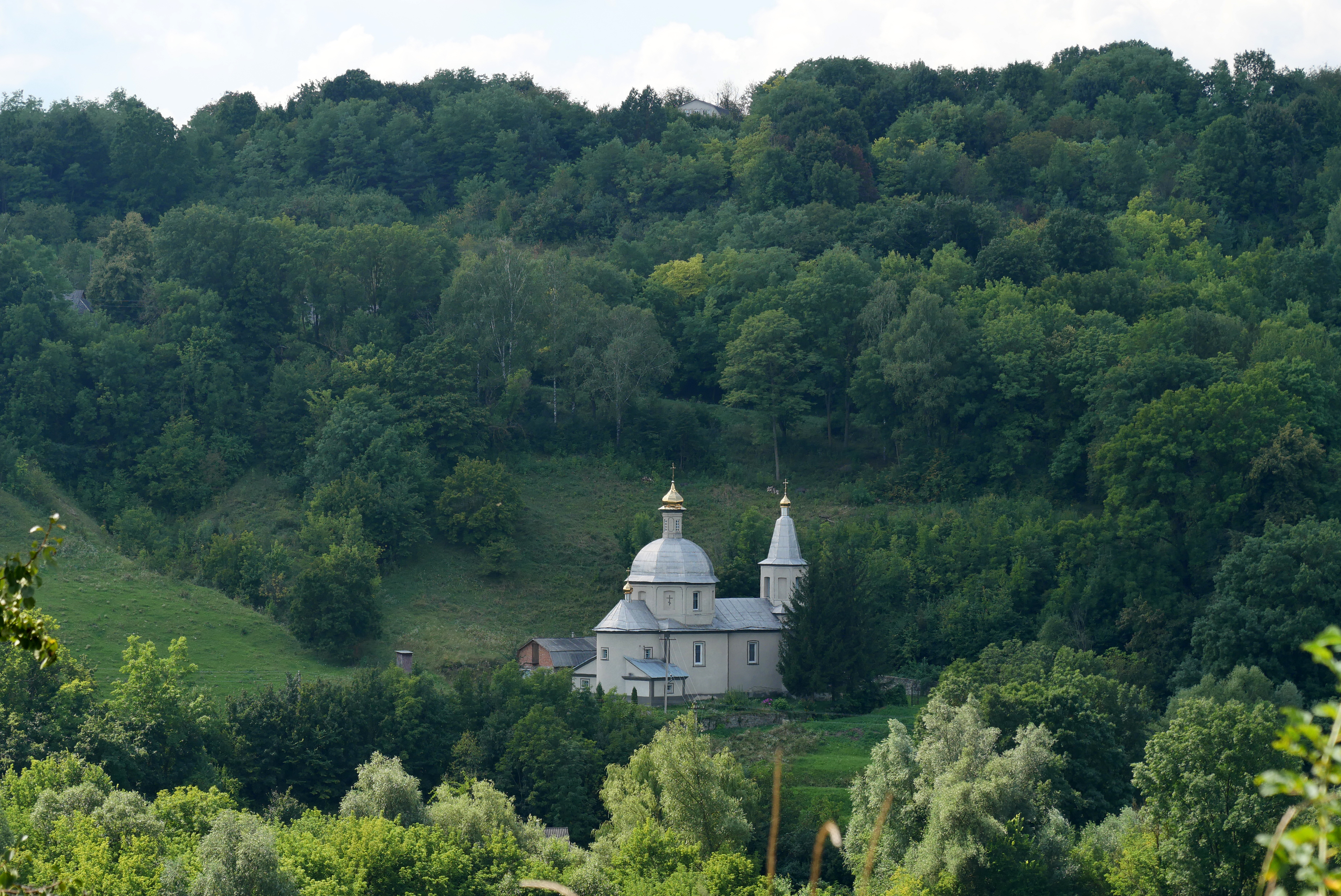
Церква Покрова Богородиці

Старовинними пам'ятками села є 2 стіни, витесаних з каменя в напрямі села Житники на березі річки Батіжок. На стінах скель декілька латинських написів, яких уже розібрати не можна, але приблизно в 70 роках XVIII ст. були прочитані і записані в літописі.
За даними тут була церква, або костьол, а під час землетрусу дві стіни були зруйновані, а збереглися стіни, витесані зі скелі.
Прикордонне містечко, яке знаходилось недалеко від границі Валахії мало свій замок. У 1607 році на місці замку та його стін побудовано дерев'яний костьол, але в ніч під Пасху 1798 року згорів від розведених вогнищ.
У 1771 році була побудована церква Успіння Богородиці, яка згоріла в 20-х роках XIX ст.
Нині існуюча церква, побудована в 1821 році. Будували на кошти прихожан і держави. Церковної землі було 40 десятин. 40 десятин належало і римо-католицькому костьолу.
У 1821 році коштом вірних РКЦ збудовано кам'яний храм, який був консекрований у 1829 році єпископом Мацкевичем. До римо-католицької парафії св. Архангела Михаїла відносились містечка Муровані Курилівці, Калюс, села Бахтин, Бахтинок,  Дурняки та інші. В костьолі є Чудотворна ікона Богоматері, намальована на полотні старовинного письма. Тут щороку на Ягодну відбувається відпуст.
У 20-ті-60-ті роки XX століття костел був зачинений. У 1997 році відбулася його реставрація.
29 липня 2012 року костел був офіційно переданий вірним РКЦ. У наш час біля костьолу збудовано жіночий католицький монастир Місійного Згромадження Служниць Святого Духа.
24 лютого 2024 року у Вербовці відбулося Урочисте відкриття Року Святого Архангела Михаїла з уділенням папського благословення. В урочистій Месі, яку очолив єпископ Леон Дубравський, взяли участь мешканці Вербовця і сіл та міст Кам'янець-Подільської дієцезії.
Велика кам'яна двоповерхова споруда (колишня єврейська синагога) перебудована, у ній зараз знаходиться спортивний зал школи. Тут же знаходиться шкільна бібліотека. В будинку колишньої міської Думи знаходилася сільська Рада.

## Релігія
- Церква Покрови Пресвятої Богородиці (ПЦУ)
- Костел святого Михаїла Архангела (РКЦ)

## Відомі уродженці
- Савчук Юрій Костянтинович — український історик.
- Торчинський Антон Пилипович — український винахідник та Заслужений раціоналізатор України

## Світлини

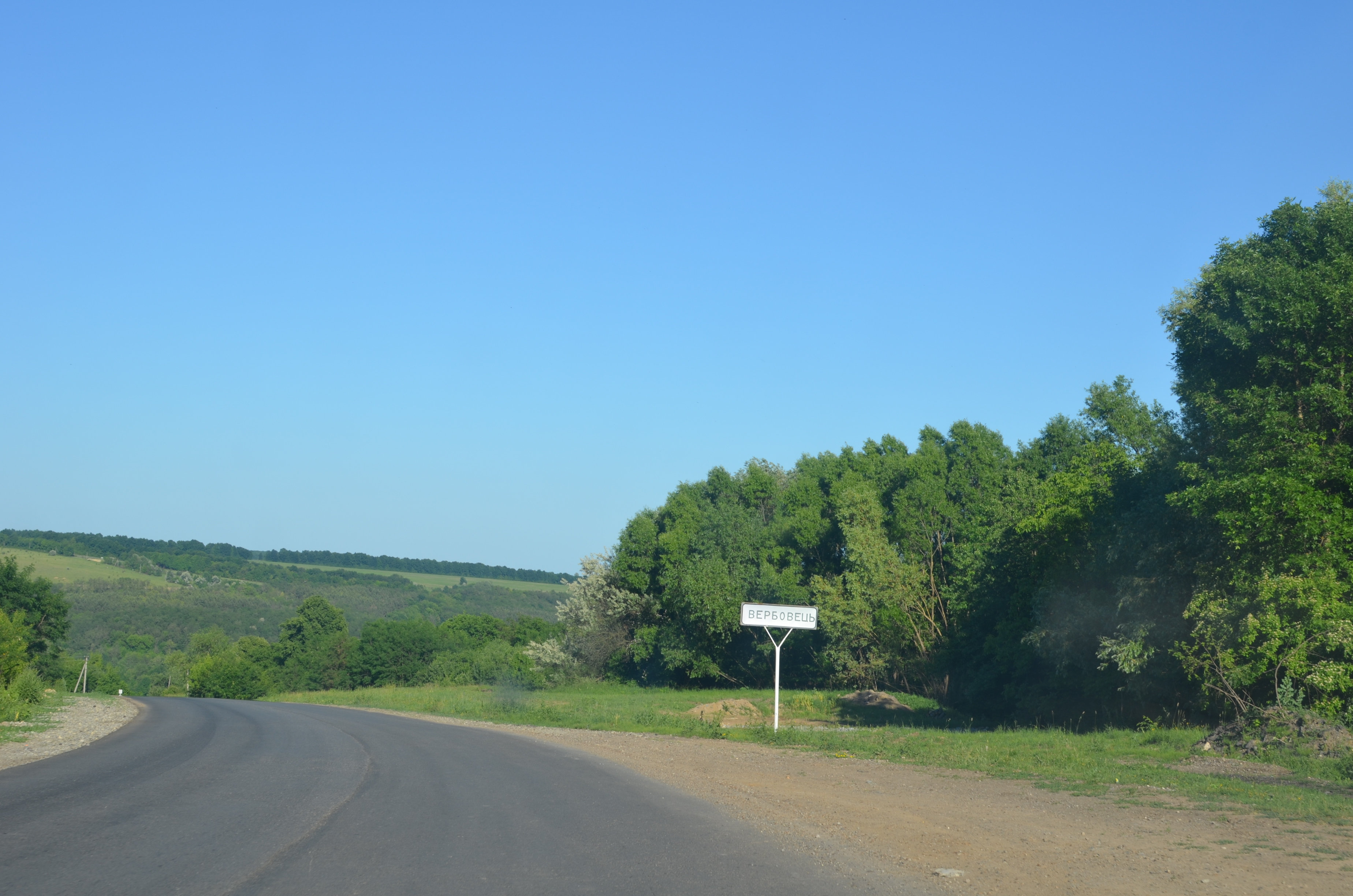
Знак при в'їзді до села
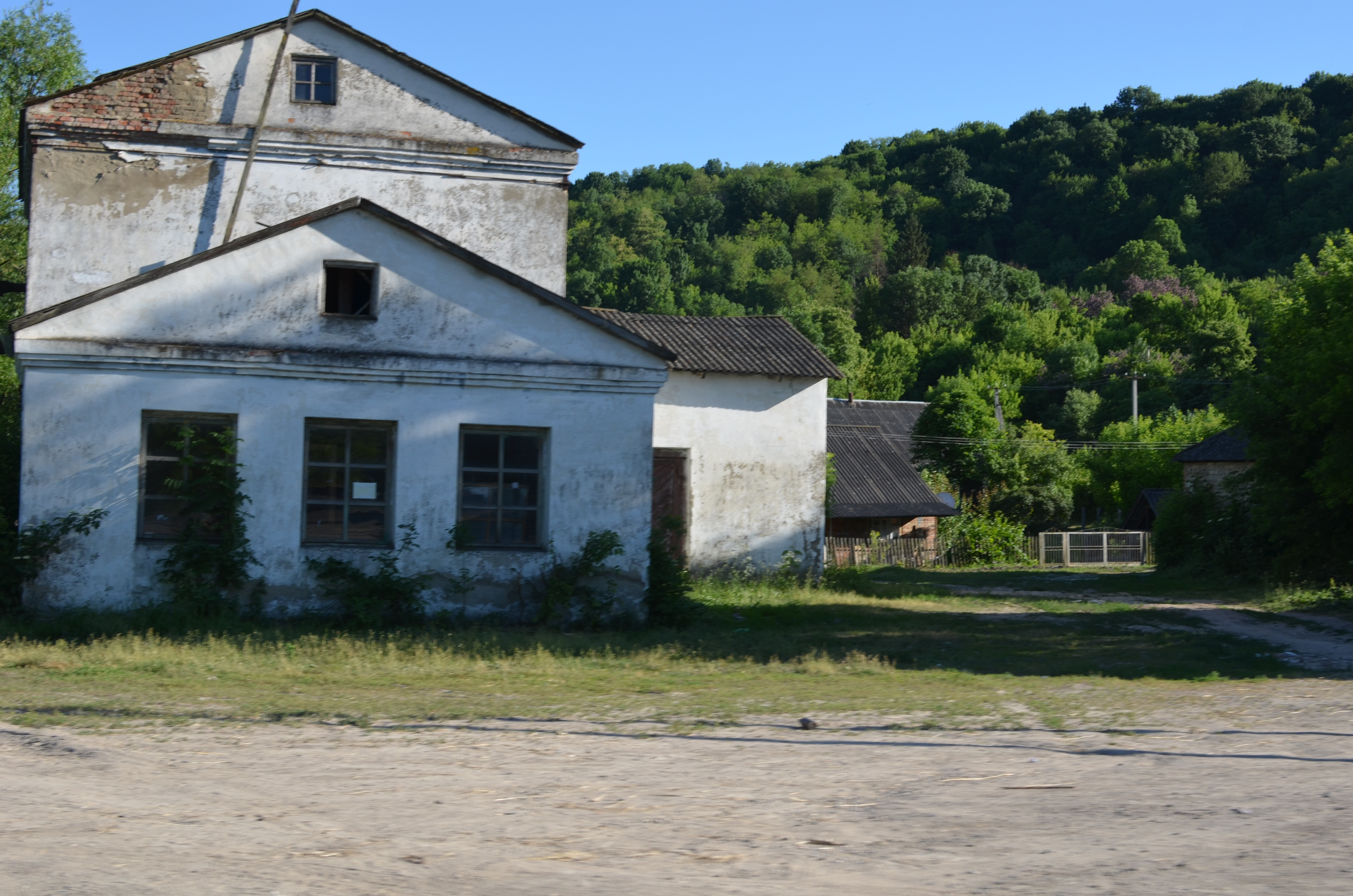
Старі будівлі